# Forskningsbibliotek
 Denne artikel omhandler overvejende eller alene danske forhold. Hjælp gerne med at gøre artiklen mere almen.
Et forskningsbibliotek er et bibliotek, der henvender sig til forskere samt til studerende på videregående uddannelser og til andre opgaver, der ligger ud over folkebibliotekernes niveau. Idet forskningsbibliotekerne ofte fysisk er placeret i tilknytning til et universitet, anvendes undertiden også betegnelsen universitetsbibliotek, eksempelvis Syddansk Universitetsbibliotek.
Der findes mange forskningsbiblioteker, og de er meget forskellige med hensyn til størrelse, bredden og dybden af samlingerne, bemanding osv. Det er svært at afgrænse forskningsbiblioteker overfor dokumentationscentre, videnscentre, og informationscentre.
I naturvidenskaben er der en meget klar arbejdsdeling mellem folkebiblioteker og forskningsbiblioteker. De naturvidenskabelige tidsskrifter haves typisk ikke i folkebibliotekerne, da få "almindelige" mennesker har forudsætninger for at læse dem. Folkebibliotekernes naturvidenskabelige litteratur er typisk af populærvidenskabelig art, og en sådan litteratur haves typisk ikke i forskningsbibliotekerne, da den ikke er relevant for naturvidenskabelig forskning.
Indenfor humaniora og samfundsvidenskab er der større overlap mellem folke- og forskningsbiblioteker, men også her er der klare forskelle, især fordi forskningsbiblioteker satser langt mere på den internationale litteratur end folkebibliotekerne gør.

## Eksterne links
- Bibliotekernes netguide Arkiveret 16. juni 2008 hos  Wayback Machine – En oversigt over Danske fag- og forskningsbiblioteker